# Nefrocalcinosi
La nefrocalcinosi, abans coneguda com a calcinosi d'Albright i després per calcinosi de Fuller Albright, és el trastorn que indica la deposició de sals de calci al parènquima renal per hiperparatiroïdisme. El terme nefrocalcinosi s'utilitza per descriure la deposició tant de oxalat de calci com de fosfat de calci. Pot causar lesions renals agudes. Ara s'utilitza més per descriure la calcificació difusa i fina del parènquima renal, en radiologia. Pot tenir diferents causes i comporta una insuficiència renal progressiva. Durant les seves primeres etapes, la nefrocalcinosi és visible a la radiografia i apareix com una fina granulació difusa dels contorns renals. Es coneix més freqüentment com una troballa incidental en una malaltia de Cacchi-Ricci en una radiografia abdominal. Tot i això, pot ser prou greu com per causar (a més de ser causada) per una acidosi tubular renal o fins i tot una insuficiència renal en fase terminal, a causa del diposit del calci en el teixit renal.